# Cispia punctifascia
Cispia punctifascia är en fjärilsart som beskrevs av Walker 1855. Cispia punctifascia ingår i släktet Cispia och familjen tofsspinnare. Inga underarter finns listade i Catalogue of Life.